# 贖罪 (湊かなえ)
『贖罪』（しょくざい）は、湊かなえによる日本の小説。著者の第3作目。デビュー作の『告白』と同じく章ごとに主人公が変わる独白形式で書かれている。第63回日本推理作家協会賞長編及び連作短編集部門候補作。
2012年にWOWOWの連続ドラマW枠でテレビドラマ化され放送された。

## あらすじ
とある田舎町にできた足立製作所の工場と、社員のために建てられた田舎には不似合いな瀟洒な社宅。そこに越してきた転校生エミリの環境に憧れや羨望の思いを抱きながら、4人の小学生はエミリと仲良くなる。夏休みのある日の「グリーンスリーブス」が鳴る午後6時、彼女達はエミリの死体を発見する。彼女達は犯人を見ていたが、その顔を思い出すことが出来なかった。15年後、彼女達が抱き続けてきた罪の意識と、エミリとエミリの母に対する償いが、さらなる悲劇を巻き起こす。

## 登場人物

### 主要人物
紗英
「フランス人形」の主人公。
東京の女子大学の英文科に進学後、勤めていた会社の上司の知り合いと見合いをして結婚する。小柄でおとなしい性格。
事件後長年に渡り「犯人が自分を見張っているのではないか」という不安を抱え続け、そのストレスから結婚するまで初潮を迎えることがなかった。
事件当時、現場で一人エミリの死体の番をしていた。
真紀
「PTA臨時総会」の主人公。
背が高く、同級生同士でも頼れるお姉さんのような役割をしていた。小学校の教師になり、校内に入ってきた不審者を撃退するが…。
事件当時、先生を呼びに行くと言ったものの一人だけ逃げ出してしまう。
晶子
「くまの兄妹」の主人公。
女の子にしては少々がっしりしていてスポーツも得意だったが、元々おとなしい性格で、身の丈以上のものを求めると不幸になるという祖父の教えから、事件以後自分が普通の生活をすることを申し訳なく思い引きこもるようになる。
事件当時、足が早いからとエミリの母に知らせに行くように言われ、一番にエミリの母の精神の崩壊を目の当たりにする。以来トラウマとなって、大人になっても人とうまく接することができず家に引きこもるようになる。
由佳
「とつきとおか」の主人公で一児の母。
目が悪く眼鏡をかけているが手先が器用で、ヘアピンで鍵を開けることなどが得意。
事件当時、交番に知らせにいくように言われ、そこで警官に優しくしてもらったことから体が大きく男らしい男性を好むようになる。喘息持ちの姉に親からの愛情を奪われているコンプレックスと、事件直後に4人の中で自分だけ親が迎えに来てくれなかったことから非行に走るようになる（実際は、交番の警官に話を聞いてもらうために自分の小遣いを落し物と偽って持っていっていた。そのため必要な筆記用具が買えなくなったのを母親に咎められて万引きをしてしまい、信頼をなくしたことへの反発から非行に走る）。
麻子
「償い」の主人公でエミリの母。
他の登場人物が彼女にあてた手紙の中でその人柄が語られたり、あるいは彼女自身が登場するなど、全章を通して登場している。
事件前は美しく華やかな女性と思われていたが、事件後は精神を病み、安定剤を飲まないと生活できないほどになってしまった。事件後も、解決するまで引越はしないつもりで町にとどまり続けていた。エミリを殺害した犯人が捕まらないのは、目撃者である4人がその顔を思い出せないせいだと思いこみ、事件から3年後に町を去ることになった際、彼女達に対し腹立ち紛れに脅迫まがいの言葉を投げつけトラウマを植えつける。

### その他の人物
エミリ
小学校4年生の時、性的暴行を受けた上絞殺された美少女。
切れ長の目で、手足が長くすらっとしている。バービー人形と同じ服を着ていたり、家に行くと見たこともないような食器やお菓子でもてなしてくれるなど、4人にとっては羨望の的である「都会のお嬢様」。
孝博
紗英の結婚相手。一流大学出身で、一流商社勤めの超エリート。
実は紗英のことを子供の頃から知っており、麻子に近づいて紗英との縁談を取り持ってもらう。特殊な性的嗜好の持ち主。
田辺教諭
真紀の同僚で3年先輩。背が高く見栄えがいい。国立大学出身で、テニスの国体に出場したこともある。
小学校での傷害事件後、児童を守らず一人だけ隠れていたことから糾弾対象になり、中傷のビラを撒かれる、車のフロントガラスが割られる、携帯電話が鳴り続けるなどの状態が続き、ノイローゼになる。
奥井教諭
田辺教諭と付き合っていた養護教諭。
一見華奢ではかなげだが、その一方でわざとコンピューターに疎いふりをして田辺教諭に近寄ったり、田辺教諭への糾弾から世間の目を逸らすために真紀をインターネット上で非難するなど、狡猾な一面もある。
幸司
晶子の兄。くまのような風貌だが、意外と異性にはもてており、晶子に対しても優しい。
地元の国立大学を卒業した後、町役場の福祉課に就職し、勤務先に相談に来ていたシングルマザーの春花と結婚する。事件後精神のバランスを崩した晶子をかばい、春花の連れ子である若葉のことも可愛がるなど、良い兄の鑑のような存在。
若葉
春花の連れ子。色白でほりの深い顔立ちの手足の長い小学生。晶子に懐いていた。
由佳の義兄
警察でコンピュータ関係の技術の仕事をしている。背が高くひょろっとしている。
久保田秋恵
麻子の大学の同期生。
エスカレーター式で大学に入った麻子と違い、受験で入学した。麻子とは正反対の、地味で真面目な学生だった。
南条弘章
麻子の大学の一つ上の先輩で、秋恵の紹介で麻子と交際していた。
教育学部を卒業して教師になるも飲酒運転で懲戒免職となる。
エミリ殺害事件の15年後は、青木の名でフリースクールを主催していた。

## 書籍情報
- 単行本：東京創元社、 2009年6月15日 ISBN 9784488017569
- 文庫本[1]：双葉社、2012年6月6日 ISBN 9784575515039

## テレビドラマ
2012年1月8日から同年2月5日まで、WOWOWの連続ドラマW（毎週日曜日22:00-23:00〈JST〉）で放送された。第1話のみ無料放送された。
放送後、DVD発売に合わせ東京・新宿ユーロスペースでの劇場特別上映された。また、テレビドラマとしては異例のことであるが、第69回ヴェネツィア国際映画祭アウト・オブ・コンペティション部門にて、再編集版「贖罪　インターナショナル版」が正式招待作品として上映された。同年のトロント国際映画祭、サン・セバスチャン国際映画祭、釜山国際映画祭、ナント三大陸映画祭、台北金馬映画祭でも上映。フランスでは、前編には”Celles qui voulaient se souvenir 忘れたくなかった彼女たち”（5月29日公開）、後編には”Celles qui voulaient oublier 忘れたかった彼女たち”（6月5日公開）という副題をつけて劇場公開され、前後編合わせて17万人以上の観客を動員した。
東京ドラマアウォード2012では、作品賞優秀賞（連続ドラマ）および演出賞（黒沢清）を受賞した。

### キャスト

#### メインキャスト
- 足立麻子 - 小泉今日子[9]
- 菊池紗英 - 蒼井優（15年前：小俣絵里佳）
- 篠原真紀 - 小池栄子（15年前：木村真那月）
- 高野晶子 - 安藤サクラ（15年前：菊池和澄）
- 小川由佳 - 池脇千鶴[10]（15年前：柴田杏花）

#### その他（15年前）
- 足立敏郎（麻子の夫） - 田中哲司
- 足立エミリ - 木村葉月
- 菊池邦子（紗英の母） - 久世星佳
- 真紀の母 - 水木薫
- 高野幸司（晶子の兄・15歳） - 井之脇海
- 高野誠三（晶子の父） - 諏訪太朗
- 高野とみ子（晶子の母） - 高橋ひとみ
- 洋子おばさん（晶子のおば） - 平田敦子
- 小川真由（由佳の姉） - 阿部紗英
- 真由・由佳の母 - 山村美智
- 先生 - 高久ちぐさ
- 不動産屋・近田 - 史朗
- 矢部刑事 - 嶋田久作
- 安藤巡査 - 内倉憲二

#### 第1話
- 大槻孝博 - 森山未來
- 社長 - 高田聖子
- 香織 - 松本まりか

#### 第2話
- 田辺教諭 - 水橋研二
- 村井教頭 - 池田成志
- 校長先生 - 清水一彰
- 山瀬先生 - 法福法彦
- 丸山先生 - 大塚ヒロタ
- 関口和弥 - 裵ジョンミョン

#### 第3話
- 高野幸司（現在） - 加瀬亮
- 高野春花 - 内田慈
- 高野若葉 - 藤井奈々香

#### 第4話
- 村上真由（由佳の姉・現在） - 伊藤歩
- 村上圭太（真由の夫） - 長谷川朝晴
- 野口 - 赤堀雅秋

#### 第5話
- 青木（南条）弘章 - 香川照之
- 守屋刑事 - 新井浩文
- 足立正幸（麻子・敏郎の子） - 横山幸汰
- 青木鈴花 - 唯野未歩子
- フリースクールの生徒 - 大窪人衛

### スタッフ
- 脚本・監督 - 黒沢清[10]
- 音楽 - 林祐介
- プロデューサー - 高嶋知美、荒川優美、飯塚信弘
- 制作プロダクション - ジャンゴフィルム
- 制作協力 - 日活撮影所
- 制作著作 - WOWOW

### サブタイトル
| 各話   | 放送日        | サブタイトル | 本編 |
| ------ | ------------- | ------------ | ---- |
| 第1話  | 2012年1月08日 | フランス人形 | 75分 |
| 第2話  | 2012年1月15日 | PTA臨時総会  | 50分 |
| 第3話  | 2012年1月22日 | くまの兄妹   | 50分 |
| 第4話  | 2012年1月29日 | とつきとおか | 50分 |
| 最終話 | 2012年2月05日 | 償い         | 75分 |

### 映像ソフト
DVDのみ発売されている。
- 贖罪 DVDコレクターズBOX〔初回生産限定〕（2012年8月24日、20世紀フォックス ホーム エンターテイメント、FXBA-55946）
- 贖罪 SEASONSコンパクト・ボックス（2018年3月7日発売、20世紀フォックス ホーム エンターテイメント、FXBJE-55946）

| WOWOW 連続ドラマW枠                  | WOWOW 連続ドラマW枠          | WOWOW 連続ドラマW枠                        |
| 前番組                               | 番組名                       | 次番組                                     |
| ------------------------------------ | ---------------------------- | ------------------------------------------ |
| 造花の蜜 （2011.11.27 - 2011.12.18） | 贖罪 （2012.1.8 - 2012.2.5） | 東野圭吾「分身」 （2012.2.12 - 2012.3.11） |